# تاو ماکیان
تاو ماکیان یک ستاره است که در صورت فلکی ماکیان قرار دارد.